# Vietnámi fácán
Az Edward-fácán (Lophura edwardsi) a madarak osztályának tyúkalakúak (Galliformes) rendjébe és a fácánfélék (Phasianidae) családjába tartozó faj.
Tudományos nevét Alphonse Milne-Edwards francia természettudósról kapta.

## Előfordulása
Vietnám területén honos, esőerdők lakója.

## Megjelenése
A testhossza 58-65 centiméter. A kakas és a tyúkja különbözik egymástól. A vietnámi fácántól(Lophura hatinhensis), annak fehér vezértollaival ellentétben, sötét faroktollai különböztetik meg, meg

## Szaporodása
Fészekalja 4-7 tojásból áll, melyen 24-25 napig kotlik.

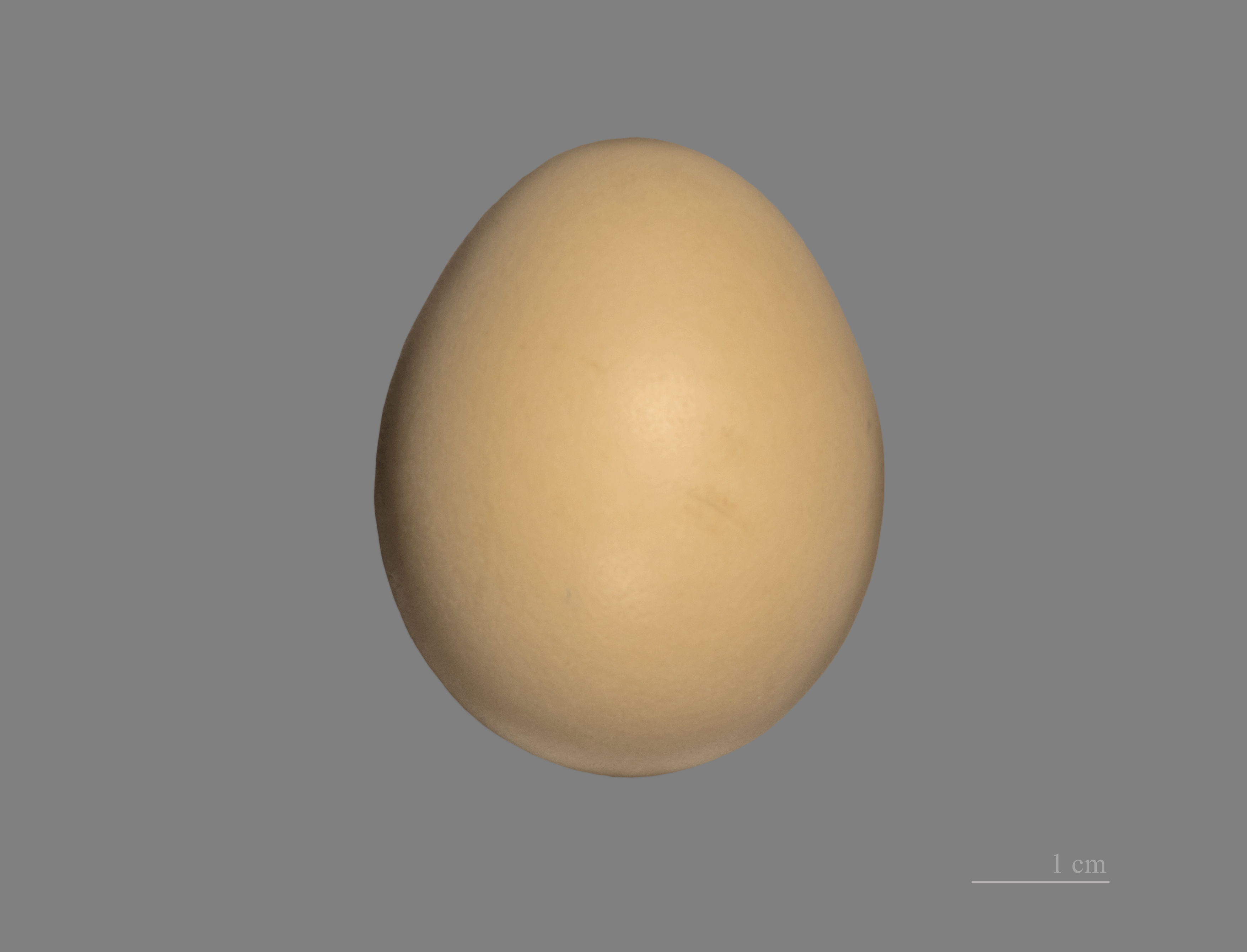
Lophura edwardsi

|  |